# クリスタナ・ローケン
クリスタナ・ローケン（Kristanna Sommer Loken, 1979年10月8日 - ）は、アメリカ合衆国ニューヨーク州出身の女優。ニューヨークで育ったが、家族はノルウェーからの移民。身長180cm。

## 略歴
15歳よりファッションモデルとして活躍していた。数本のテレビ映画に出た後、1万人がオーディションを受けたという『ターミネーター3』のT-X役に抜擢。撮影前に半年、集中的なトレーニングを受けて挑んだ。その後も、ドイツのTV映画シリーズ『ニーベルングの指環』でブリュンヒルデ役や、2006年の映画『ブラッドレイン』の主人公レイン役などアクション映画への出演が続いている。2007年には人気漫画雑誌のヒロインを主人公にしたアメリカのTVドラマ『特殊能力捜査官 ペインキラー・ジェーン』で主役のジェーン・バスコ役を演じた。アメリカのTVシリーズ『Lの世界』シーズン4にも出演した。

### プライベート
映画『ブラッドレイン（2006年公開作品）』の製作発表パーティの後、「Curve」誌やウエブサイトTokyo Wrestlingのインタビューに自身がバイセクシャルであることを語った。しかし、同インタビューの中で、タブロイド紙が書いたミシェル・ロドリゲス（『ブラッドレイン』で共演）との恋愛関係報道については「彼女とは親友関係である」と否定した。
2008年1月17日、自身の公式サイトにて『特殊能力捜査官 ペインキラー・ジェーン』で共演した俳優のノア・ダンビーと婚約中であるとし、同年3月10日にローケンの両親所有の農場で結婚した。2009年に離婚した。

## 出演作品

### 映画
| 公開年 | 邦題 原題                                                    | 役名               | 備考           |
| ------ | ------------------------------------------------------------ | ------------------ | -------------- |
| 2001   | エネミー・フォース 限界空域 Panic                            | ジョシー           | 日本劇場未公開 |
| 2003   | ターミネーター3 Terminator 3: Rise of the Machines           | T-X                |                |
| 2004   | ニーベルングの指環 Ring of the Nibelungs                     | ブリュンヒルデ     | テレビ映画     |
| 2006   | ブラッドレイン BloodRayne                                    | レイン             |                |
| 2006   | セクシャリティ Lime Salted Love                              | ゼファー           | 日本劇場未公開 |
| 2007   | デス・リベンジ In the Name of the King: A Dungeon Siege Tale | エロラ             |                |
| 2009   | ダルフール・ウォー 熱砂の虐殺 Darfur                         | マリン             | 日本劇場未公開 |
| 2011   | S.W.A.T. 闇の標的 S.W.A.T.: Firefight                        | ローズ・ウォーカー |                |
| 2013   | バウンティー・キラー Bounty Killer                           | キャサリン         | 日本劇場未公開 |
| 2014   | Mr.&Miss. ポリス Black Rose                                  | エミリー・スミス   | 日本劇場未公開 |
| 2014   | ザ・ファントム Hunting the Phantom                           | ラッシュ           |                |
| 2014   | エクスペンダブル・レディズ Mercenaries                       | キャット・モーガン | 日本劇場未公開 |
| 2016   | エクスペンダブルズ・ゲーム Beyond the Game                   | アマンダ           | 日本劇場未公開 |

### テレビ
| 放映年    | 邦題 原題                                                 | 役名                   | 備考                                |
| --------- | --------------------------------------------------------- | ---------------------- | ----------------------------------- |
| 1996-1998 | ボーイ・ミーツ・ワールド Boy Meets World                  | ジェニファー・バセット | 第4シーズン第11話 第5シーズン第15話 |
| 1997      | スタートレック:ヴォイジャー Star Trek: Voyager            | Malia                  | 第3シーズン第20話                   |
| 1998-1999 | モータル・コンバット コンクエスト Mortal Kombat: Konquest | Taja                   | 22エピソードに出演                  |
| 2007      | 特殊能力捜査官 ペインキラー・ジェーン Painkiller Jane     | ジェーン・バスコ       | 22エピソードに出演                  |
| 2007-2008 | Lの世界 The L Word                                        | ペイジ                 | 10エピソードに出演                  |
| 2011-2012 | バーン・ノーティス 元スパイの逆襲 Burn Notice             | レベッカ・アンダーソン | 3エピソードに出演                   |
| 2015      | ガール・ミーツ・ワールド Girl Meets World                 | ジェニファー・バセット | 第2シーズン第15話                   |
| 2017      | リーサル・ウェポン Lethal Weapon                          | Adriana Stabilito      | 第2シーズン第8話                    |